# 2002年ソルトレークシティオリンピックのオランダ選手団
2002年ソルトレークシティオリンピックのオランダ選手団（2002ねんソルトレークシティオリンピックのオランダせんしゅだん）は、2002年2月8日から2月24日までアメリカ合衆国のソルトレイクシティで開催された2002年ソルトレークシティオリンピックのオランダ選手団、およびその競技結果。

## 概要
今大会は、金メダルは3個、銀メダル5個、合計8個のメダルを獲得した。

## メダル
| メダル | 選手名                     | 競技             | 種目       |
| ------ | -------------------------- | ---------------- | ---------- |
| 金     | ヘラルト・ファン・フェルデ | スピードスケート | 男子1000m  |
| 金     | ヨヘム・アイトデハーゲ     | スピードスケート | 男子5000m  |
| 金     | ヨヘム・アイトデハーゲ     | スピードスケート | 男子10000m |
| 銀     | ヤン・ボス                 | スピードスケート | 男子1000m  |
| 銀     | ヨヘム・アイトデハーゲ     | スピードスケート | 男子1500m  |
| 銀     | レナテ・フルーネウォルト   | スピードスケート | 女子3000m  |
| 銀     | フレタ・スミット           | スピードスケート | 女子5000m  |
| 銀     | ジャンニ・ロメ             | スピードスケート | 男子10000m |